# ロティ・ティシュ

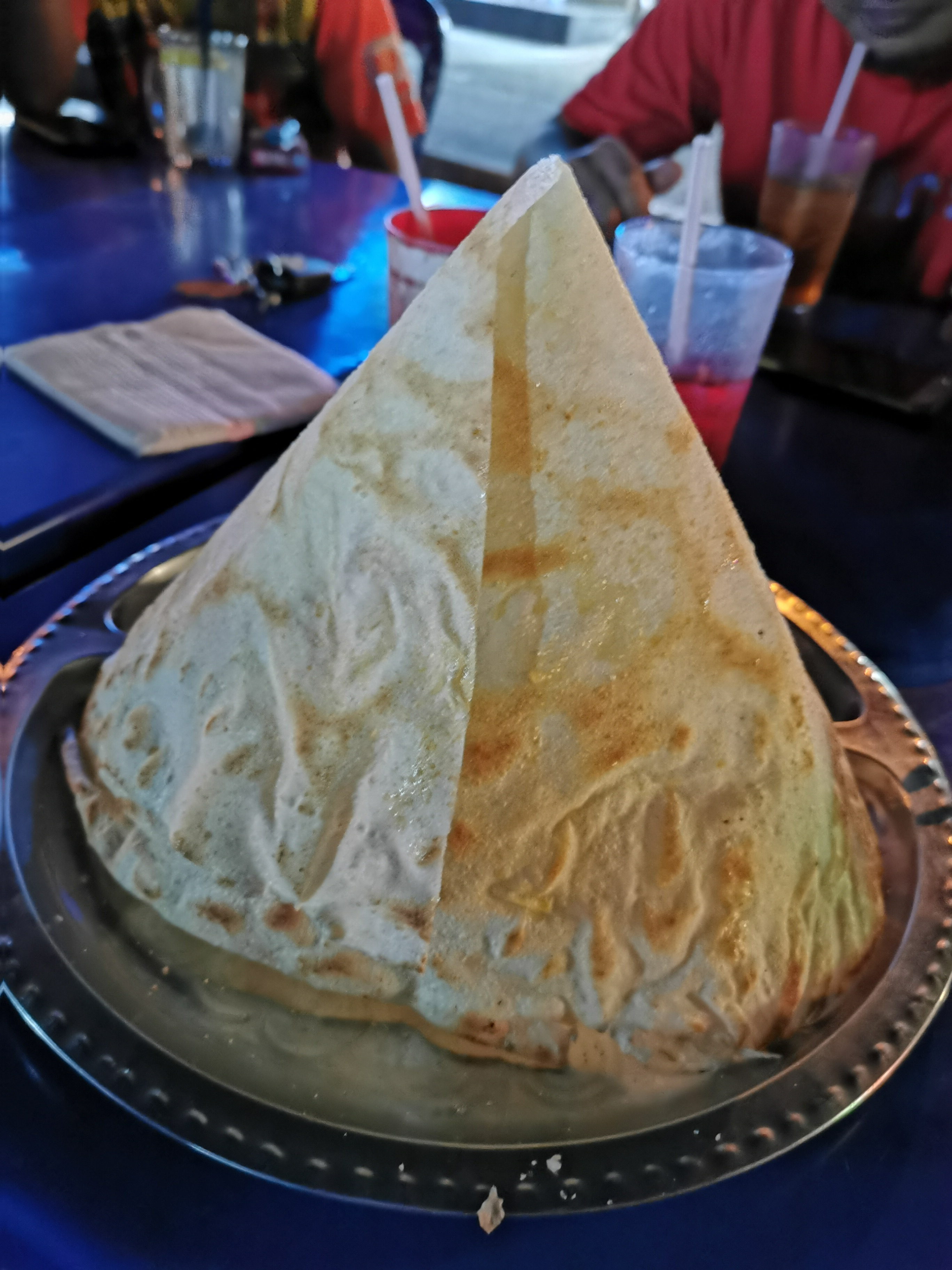
ロティ・ティシュの例

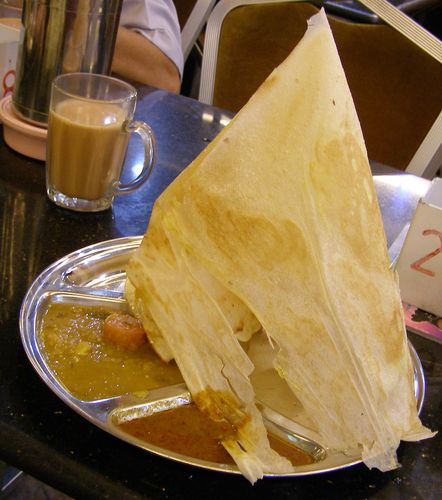
カレーが添えられたもの

ロティ・ティシュ（英語: roti tissue、roti tisu）は、マレーシアのデザート。
「ロティ」は「パン」、「ティシュ」は「薄い紙」の意味で、「紙のように薄いパン」といった意味あいになる。
小麦粉、塩、油などを用いた生地を鉄板に広げて薄く焼き、練乳とざらめを生地の上からかけて、鉄板の上で丸めてる。立てた状態で提供されるが、食べる際には横に倒ししてから食べる。
サイズが大きい物を提供する店もあり、「大人の座高を超える」「大人が両手を広げても持てない」といったサイズのものもある。サイズが大きいことで、焼きムラや味のムラが生まれるが、それが逆に味のメリハリをうむという評価がある。
デザートではあるが、小皿に辛いカレーソースが添えられて提供されることもある。